# لاشار
لاشار روستایی کوچک واقع در جنوب شرقی استان سیستان و بلوچستان، ایران است.

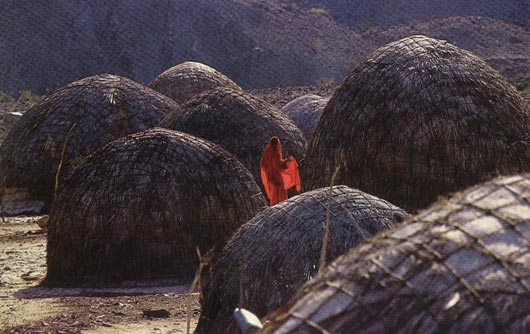
کلبه‌های آفریقایی در لاشار

بیشتر جمعیت این روستا را ایرانیان آفریقایی‌تبار تشکیل می‌دهند که بسیاری از آنها توسط پرتغالی‌ها و تاجران برده عرب به جنوب ایران آورده شده‌اند.